# Irish League 1911/1912
Dvacátý druhý ročník Irish League (1. irské fotbalové ligy) se konal za účasti osmy klubů. Titul získal počtvrté ve své klubové historii Glentoran FC, který získal titul po sedmy letech.